# Осима Ёсимаса
Осима Ёсимаса (яп. 大島 義昌; 20 сентября 1850 — 10 апреля 1926) — генерал Японской императорской армии, губернатор Квантунской области. Его праправнук Синдзо Абэ стал премьер-министром Японии.

## Биография
Осима Ёсимаса был старшим сыном в самурайской семье из княжества Тёсю. Во время войны Босин он воевал на стороне союза Саттё против сёгуната Токугава. После Реставрации Мэйдзи он в 1870 году поступил в военную школу в Осаке, и по её окончании в 1871 году стал лейтенантом молодой Императорской армии, получив в августе назначение в 4-й пехотный полк. На следующий год его произвели в капитаны, а в 1873 году он стал командиром батальона в составе 1-го пехотного полка. Во время Сацумского восстания Осима Ёсимаса был произведён в майоры, затем служил на штабных должностях, и в 1886 году стал полковником. В 1887 году он стал начальником штаба Токийского гарнизона, а после реорганизации японской армии в соответствии с советами прусского военного советника Якоба Меккеля Осима Ёсимаса был сделан начальником штаба 1-й дивизии.
В июне 1891 года Осима Ёсимаса был произведён в генерал-майоры и назначен командиром 9-й пехотной бригады. В 1894 году эта бригада была отправлена в Корею для участия в подавлении восстания тонхаков, и после устроенного японскими войсками государственного переворота именно эта бригада по «просьбе» корейского правительства отправилась на выдворение с корейской территории китайских войск, также участвовавших в борьбе с тонхаками. 29 июля 1894 года войска Осима Ёсимасы сразились с китайской армией в бою у Сонхвана, начав тем самым японо-китайскую войну. За эту победу Осима Ёсимаса получил титул дансяку («барона») в аристократической системе кадзоку, и стал командиром Цусимского гарнизона. В феврале 1898 года он был произведён в генерал-лейтенанты.
В 1905 году Осима Ёсимаса был назначен губернатором отвоёванной у Российской империи Квантунской области, и оставался в этой должности до 1912 года. В 1907 году он получил следующий аристократический титул — сисяку («виконт»). В сентябре 1911 года он был назначен на службу в Генеральный штаб Императорской армии Японии. В июне 1912 года был награждён орденом Восходящего солнца. В августе 1915 года вышел в отставку.